# ألف ميلنر
ألف ميلنر (بالإنجليزية: Alf Milner)‏ (6 فبراير 1919 في المملكة المتحدة - 2002) هو لاعب كرة قدم بريطاني (وحمل سابقاً جنسية المملكة المتحدة لبريطانيا العظمى وأيرلندا) في مركز جناح ‏. لعب مع نادي ألدرشوت وStockton F.C. ‏ ودارلينجتون إف سى.